# Мій друг Борис Нємцов
«Мій друг Борис Нємцов» (рос. Мой друг Борис Немцов) — естонсько-російський документальний фільм, знятий Зосею Родкевич. Прем'єра стрічки в Росії відбулась 27 лютого 2016 року. Фільм розповідає про російського політика Бориса Нємцова та його творчість.

## Виробництво
Зйомки тривали декілька років. Робота над монтажом почалася після вбивства Бориса Нємцова в лютому 2015 року.

## Визнання
| Нагороди та номінації фільму «Мій друг Борис Нємцов» | Нагороди та номінації фільму «Мій друг Борис Нємцов» | Нагороди та номінації фільму «Мій друг Борис Нємцов» | Нагороди та номінації фільму «Мій друг Борис Нємцов» | Нагороди та номінації фільму «Мій друг Борис Нємцов» | Нагороди та номінації фільму «Мій друг Борис Нємцов» |
| Рік                                                  | Кінопремія / Кінофестиваль                           | Категорія / Нагорода                                 | Номінант                                             | Результат                                            |                                                      |
| ---------------------------------------------------- | ---------------------------------------------------- | ---------------------------------------------------- | ---------------------------------------------------- | ---------------------------------------------------- | ---------------------------------------------------- |
| 2016                                                 | Краковський документальний кінофестиваль             | Гран-прі                                             | «Мій друг Борис Нємцов»                              | Перемога                                             |                                                      |
| 2016                                                 | Одеський міжнародний кінофестиваль                   | Найкращий європейський документальний фільм          | «Мій друг Борис Нємцов»                              | Спеціальна згадка                                    |                                                      |